# Bradie Tennell
Bradie Tennell (* 31. Januar 1998 in Winfield, Illinois) ist eine US-amerikanische Eiskunstläuferin.

## Leben
Tennel wuchs mit ihrer alleinerziehenden Mutter und ihren zwei jüngeren Brüdern auf. Sie besuchte das örtliche Community College. Im Alter von zwei Jahren begann sie mit dem Eislaufsport. Denise Myers ist seit 2007 ihre Trainerin. In der Saison 2014/15 startete sie erstmals in der „ISU Junior Grand Prix“-Serie, wo sie in Nagoya den achten Endrang erreichte. Bei den Juniorinnen wurde sie 2015 US-amerikanische Landesmeisterin. In den folgenden Monaten zog sich die US-Amerikanerin Stressfrakturen zu, von denen sie sich wieder erholte.
2016 debütierte sie auf internationalem Niveau und 2017 beendete sie die US-Meisterschaften im Eiskunstlauf auf dem neunten Endrang. Bei den Juniorinnen-Weltmeisterschaften 2017 in Taipeh wurde sie Siebte im Dameneinzel. Im selben Jahr sicherte sie sich mit Bronze bei Skate America ihre erste Medaille bei einem Grand-Prix-Wettbewerb. 2018 gewann sie schließlich erstmals die US-amerikanischen Meisterschaften nach den ersten Plätzen im Kurzprogramm und der Kür mit 219,51 Punkten souverän vor Mirai Nagasu und Karen Chen.
Im Februar 2018 nahm sie an den Olympischen Winterspielen in Pyeongchang teil. Tennell holte Bronze im Teamwettbewerb, wo sie mit ihrer Einzelleistung im Kurzprogramm (68,94 Punkte) den fünften Platz erreichte, nur 0,01 Punkte hinter dem vierten Rang. Im Dameneinzel belegte sie mit 192,35 Punkten den insgesamt neunten Rang.
Bei den Eiskunstlauf-Weltmeisterschaften 2018 in Mailand lief Tennell auf den sechsten Gesamtrang. Nach dem siebten Platz im Kurzprogramm verbesserte sie sich mit der viertbesten Kürleistung.

## Ergebnisse
| Meisterschaft/Jahr               | 2018  | 2019  | 2020  | 2021  | 2022  | 2023  |
| -------------------------------- | ----- | ----- | ----- | ----- | ----- | ----- |
| Olympische Winterspiele          | 9.    |       |       |       |       |       |
| Weltmeisterschaften              | 6.    | 7.    |       | 9.    |       |       |
| Vier-Kontinente-Meisterschaften  |       | 5.    | 3.    |       |       | 6.    |
| US-amerikanische Meisterschaften | 1.    | 2.    | 3.    |       |       | 2.    |
| Grand-Prix-Wettbewerb / Saison   | 17/18 | 18/19 | 19/20 | 20/21 | 21/22 | 22/23 |
| Grand-Prix-Finale                |       |       | 5.    |       |       |       |
| Grand Prix Espoo                 |       |       |       |       |       | 8.    |
| MK John Wilson Trophy            |       |       |       |       |       | 12.   |
| Skate America                    | 3.    | 4.    | 2.    | 2.    |       |       |
| Skate Canada                     |       |       | 4.    |       |       |       |
| Trophée Eric Bompard             |       | 3.    |       |       |       |       |